# Bandai Namco Pictures
Pour les articles homonymes, voir BNP.
Bandai Namco Pictures Inc. (BNP) (株式会社バンダイナムコピクチャーズ, Kabushiki gaisha Bandai Namuko Pikuchāzu), ou BN Pictures, est un studio et une entreprise de production d'animation japonaise. C'est une entreprise dérivée de Sunrise Inc., filiale de Bandai Namco Holdings.

## Histoire
La société est constituée dans le cadre du plan de gestion à moyen terme de Bandai Namco Holdings pour la restructuration de la société. Toutes les divisions de propriété intellectuelle et de production d’anime de Sunrise qui visent les enfants et la famille sont transférées à la BN Pictures,. L'entreprise a commencé ses opérations en avril 2015.

## Œuvres et droits de propriété intellectuelle transférés de Sunrise
- Aikatsu! (en)
- Gintama
- Sergent Keroro
- Dinosaur King
- Tiger & Bunny
- Tales of the Abyss
- Tribe Cool Crew (en)
- Battle Spirits (en)
- Phi Brain: Kami no Puzzle (en)

## Productions

### Séries d'animation
| Année | Titre                                          | Dates de 1re diffusion | Dates de 1re diffusion | Nb. éps.         | Notes |
| Année | Titre                                          | Début                  | Fin                    | Nb. éps.         | Notes |
| ----- | ---------------------------------------------- | ---------------------- | ---------------------- | ---------------- | --- |
| 2015  | Aikatsu! (en) (saison 3 et saison 4)           | 8 octobre 2012         | 31 mars 2016           | 218 (91 produit) | Série télévisée d'animation (épisode 127 à 218). Série produite de base par Sunrise puis réalisé par Bandai Namco Pictures (saison 3 et saison 4). |
| 2015  | Tribe Cool Crew (en)                           | 28 septembre 2014      | 4 octobre 2015         | 50               | Série télévisée d'animation (épisode 25 à 50). |
| 2015  | Battle Spirits: Burning Soul (ja)(saison 7)    | 1er avril 2015         | 30 mars 2016           | 51               | Série télévisée d'animation (7e saison) |
| 2015  | Gintama° (saison 7)                            | 8 avril 2015           | 30 mars 2016           | 51               | Série télévisée d'animation (7e saison). Adaptation du manga de Hideaki Sorachi. Suite de Gintama': Enchōsen.                                      |
| 2015  | Brave Beats (en)                               | 11 octobre 2015        | 27 mars 2016           | 22               | Série télévisée d'animation. |
| 2016  | Battle Spirits: Double Drive (ja) (saison 8)   | 6 avril 2016           | 29 mars 2017           | 51               | Série télévisée d'animation (8e saison). |
| 2016  | Aikatsu Stars! (en)                            | 7 avril 2016           | 29 mars 2018           | 100              | Série télévisée d'animation. Suite de Aikatsu!. |
| 2016  | Heybot! (ja)                                   | 18 septembre 2016      | 24 septembre 2017      | 50               | Série télévisée d'animation. |
| 2016  | Dream Festival! (ja)                           | 23 septembre 2016      | 16 décembre 2016       | 12               | Série d'original net animation (ONA). |
| 2016  | ClassicaLoid (ja)                              | 23 septembre 2016      | 1er avril 2017         | 25               | Série télévisée d'animation (La véritable production est de Sunrise).                                                                              |
| 2017  | Gintama. (saison 8)                            | 8 janvier 2017         | 26 mars 2017           | 51               | Série télévisée d'animation (8e saison). Suite de Gintama°.                                                                                        |
| 2017  | Dream Festival! R (ja) (saison 2)              | 23 août 2017           | 8 novembre 2017        | 12               | Série d'ONA (2de saison). |
| 2017  | Gintama. Porori-hen (saison 9)                 | 1er octobre 2017       | 24 décembre 2017       | 13               | Série télévisée d'animation (9e saison). Suite de Gintama..                                                                                        |
| 2017  | ClassicaLoid 2 (ja)                            | 7 octobre 2017         | 24 mars 2018           | 25               | Série télévisée d'animation (La véritable production est de Sunrise).                                                                              |
| 2018  | Gintama. Shirogane no Tamashii-hen (saison 10) | 7 janvier 2018         | 7 octobre 2018         | 13               | Série télévisée d'animation (10e saison). Suite de Gintama. Porori-hen.                                                                            |
| 2018  | Aikatsu Friends! (en)                          | 5 avril 2018           | 28 mars 2019           | 50               | Série télévisée d'animation ; nouvelle série de la franchise.                                                                                      |
| 2019  | B-Project: Zecchō*Emotion (en)                 | 12 janvier 2019        | 30 mars 2019           | 12               | Série télévisée d'animation ; suite de la série B-Project: Kodō*Ambitious (en).                                                                    |
| 2019  | Aikatsu Friends!: Kagayaki no Jewel (en)       | 4 avril 2019           | 26 septembre 2019      | 26               | Série télévisée d'animation (2de saison). |
| 2019  | Welcome to Demon School! Iruma-kun             | 5 octobre 2019         | 8 mars 2020            | 23               | Série télévisée d'animation ; adaptation du manga de Osamu Nishi.                                                                                  |
| 2019  | Aikatsu on Parade! (en)                        | 5 octobre 2019         | 28 mars 2020           | 25               | Série télévisée d'animation. |
| 2020  | Zorori le magnifique                           | 5 avril 2020           | 8 novembre 2020        | 25               | Série télévisée d'animation ; adaptation du manga de Yutaka Hara. Co-production avec Ajiadō.                                                       |
| 2020  | Saikyō Kamizmode                               | 9 octobre 2020         | 9 avril 2021           | 26               | Série télévisée d'animation. |
| 2021  | Aikatsu Planet! (en)                           | 10 janvier 2021        | 27 juin 2021           | 25               | Série télévisée d'animation. |
| 2021  | Zorori le magnifique (saison 2)                | 2 avril 2021           | 22 octobre 2021        | 25               | Série télévisée d'animation (2de saison). Suite de Zorori le magnifique. Co-production avec Ajiadō.                                                |
| 2021  | Cestvs: The Roman Fighter (en)                 | 15 avril 2021          | 24 juin 2021           | 11               | Série télévisée d'animation ; adaptation des mangas de Shizuya Wazarai.                                                                            |
| 2021  | Welcome to Demon School! Iruma-kun (saison 2)  | 17 avril 2021          | 11 septembre 2021      | 21               | Série télévisée d'animation (2de saison). Suite de Welcome to Demon School! Iruma-kun.                                                             |
| 2022  | Birdie Wing: Golf Girls' Story (en)            | 6 avril 2022           | À annoncer             | À annoncer       | Projet original,. |
| 2022  | Zorori le magnifique (saison 3)                | 6 avril 2022           | À annoncer             | À annoncer       | Série télévisée d'animation (3e saison). Suite de la deuxième saison de Zorori le magnifique. Co-production avec Ajiadō,.                          |
| 2022  | Welcome to Demon School! Iruma-kun (saison 3)  | octobre 2022           | À annoncer             | À annoncer       | Série télévisée d'animation (3e saison). Suite de la deuxième saison de Welcome to Demon School! Iruma-kun.                                        |
| 2025  | Rock Is a Lady's Modesty                       | 3 avril 2025           | 26 juin 2025           | 13               | Série télévisée d'animation ; adaptation du manga de Hiroshi Fukuda.                                                                               |

### Films d'animation
| Année | Titre                                                        | Date de sortie    | Notes                                                         |
| ----- | ------------------------------------------------------------ | ----------------- | ------------------------------------------------------------- |
| 2015  | Aikatsu! Music Awards min'nade-shō o moratcha ima Show! (ja) | 22 août 2015      | Premier court-métrage spécial de la franchise Aikatsu! (en).  |
| 2015  | Kaiketsu Zorori: Uchū no Yūsha-tachi                         | 12 septembre 2015 | Co-production avec Ajiadō.                                    |
| 2016  | Aikatsu! Nerawareta mahō no Aikatsu! Card (ja)               | 13 août 2016      | Deuxième court-métrage spécial de la franchise Aikatsu! (en). |
| 2016  | Aikatsu Stars! The Movie (ja)                                | 13 août 2016      | Premier long-métrage de la série Aikatsu Stars! (ja).         |
| 2017  | Kuma no gakkō: Patissier Jackie to ohisama no Sweets (ja)    | 25 août 2017      | Second court-métrage Kuma no gakkō (ja).                      |
| 2017  | Kaiketsu Zorori ZZ no himitsu                                | 25 novembre 2017  | Co-production avec Ajiadō.                                    |
| 2021  | Gintama The Final                                            | 8 janvier 2021    | Basé sur la série Gintama.                                    |
| 2021  | Hula Fulla Dance (en)                                        | 3 décembre 2021   | Film original.                                                |

### OVA/ONA
- Milpom! (2015–2017)[19]
- Gin Tama (2015)
- Dream Festival! (2016)
- Gintama°: Love Incense Arc (2016)
- Dream Festival! R (2017)
- Gintama: Monster Strike-hen (2019)
- Fight League: Gear Gadget Generators (2019)[22]
- Battle Spirits: Kakumei no Galette (en) (2020)[23]
- Tiger et Bunny 2 (saison 2) (2022), suite de Tiger et Bunny[24],[25].

## Identité visuelle (logo)

Logo utilisé jusqu'en 2022.
Logo actuelle.